# Гълъбки
Гълъбките (Russula) са род, който обхваща голям брой базидиеви (над 30 вида), гуглести гъби, за които са характерни големи и ярко оцветени плодни тела, както и бели до жълтеникави пластинки, крехко, чупливо месо и пънче с еднаква дебелина по цялата си дължина. Противно на мисълта, че са близки на другите гуглести гъби (печурки, мухоморки и т.н.) те са преминали по друг еволюционен път.
Членовете на този род са едни от най-разпространените диви горски гъби в България и много от тях са изключително вкусни, но интересът към тях е слаб, тъй като идентификацията е твърде трудна поради непостоянство на оцветяването при ядливите видове. Разликите понякога се откриват само с микроскоп.
При всички видове споровият прашец е бял, кремав или охра. Вкусът на свежото месо варира между видовете. Пластинките са освободени от пънчето и са еднакви на дължина. Винаги липсват волва, пръстенче и було както и остатъци от було по гуглата. Нито месото, нито пластинките отделят течност (мляко, както при близките млечници) и няма промени на оцветяване при нараняване.
Гълъбката, събирана най-интензивно, е зелената (R. virescens) поради факта, че най-лесно се разпознава. Червените и лютиви на вкус R. emetica и R. mairei са слабо отровни и може би за консумация най-опасните от рода.

## Видове
Това е списък на най-често срещаните гълъбки в България.
- Тревистозелена гълъбка (Russula aeruginea)
- Коженочервена гълъбка (Russula alutacea)
- Аметистова гълъбка (Russula atropurpurea)
- Russula betularum
- Russula claroflava
- Сивовиолетова гълъбка (Russula cyanoxantha)
- Бяла гълъбка (Russula delica)
- Бясна гъба (Russula emetica)
- Воняща гълъбка (Russula foetens)
- Russula fragilis
- Russula integra
- Russula mairei
- Черна гълъбка (Russula nigricans)
- Охрена гълъбка (Russula ochroleuca)
- Червеностъблена гълъбка (Russula olivacea)
- Блатна гълъбка (Russula paludosa)
- Келетова гълъбка (Russula queletii)
- Червена гълъбка (Russula rosacea)
- Красива гълъбка (Russula rosea)
- Russula sanguinea
- Кафявовиолетова гълъбка (Russula vesca)
- Зелена гълъбка (Russula virescens)
- Тъмночервена гълъбка (Russula xerampelina)